# Dastjerd (ort i Iran)
Dastjerd (persiska: دستجرد) är en ort i Iran.   Den ligger i provinsen Qom, i den centrala delen av landet, 170 km sydväst om huvudstaden Teheran. Dastjerd ligger 1 742 meter över havet och antalet invånare är 6 635.
Terrängen runt Dastjerd är huvudsakligen kuperad, men den allra närmaste omgivningen är platt.Runt Dastjerd är det ganska tätbefolkat, med 100 invånare per kvadratkilometer. Dastjerd är det största samhället i trakten. Trakten runt Dastjerd består i huvudsak av gräsmarker.